# Comité Revolucionario de Puerto Rico
El Comité Revolucionario de Puerto Rico (CRPR) fue fundado el 8 de enero de 1867 por exiliados puertorriqueños independentistas como Segundo Ruiz Belvís, Ramón Emeterio Betances, Juan Rius Rivera y José Francisco Basora que vivían en ese momento en Nueva Yorky fue restablecido en 1892 como afiliado del Partido Revolucionario Cubano bajo el nombre Club Borinquen y en 1895 como segmento de dicho partido cubano bajo el nombre Sección de Puerto Rico del Partido Revolucionario Cubano. El objetivo del comité era crear un esfuerzo unido de cubanos y puertorriqueños para ganar la independencia contra España en la segunda mitad del siglo XIX.
En 1868, Puerto Rico y Cuba, representando todo lo que quedaba del alguna vez extenso imperio colonial de España desde 1825, comenzaron su lucha por la independencia. El comité revolucionario no solo organizó la revuelta de Grito de Lares en 1868 contra el dominio español en Puerto Rico, pero también dio apoyo financiero y armamento a los esfuerzos de independencia de Cuba a prrincipios de la Guerra de los Diez Años de Cuba. Dichos armamentos incluían 400 rifles Enfield Modelo 1853, 45 rifles Snider-Enfield, 110 carabinas, 87 pistolas y un cañón con 200 proyectiles, que culminaron desde escondites ocultos en Santo Tomás, Curazao y Haití. 
El 22 de diciembre de 1895, el comité, con muchos de sus miembros exiliados en la ciudad de Nueva York junto con otros revolucionarios cubanos, incluido el héroe nacional cubano José Martí, se convirtió oficialmente en parte del Partido Revolucionario Cubano bajo el nombre de Sección de Puerto Rico del Partido Revolucionario Cubano. El mismo día, un cuarto de siglo después de establecer la bandera de Grito de Lares como la bandera de un Puerto Rico independiente, el comité aprobó el diseño actual de la bandera de Puerto Rico como la nueva bandera revolucionaria para representar a una república soberana de Puerto Rico.

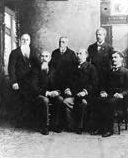
Comité Revolucionario de Puerto Rico en Nueva York. De pie D-I: Manuel Besosa, Aurelio Méndez Martínez y Sotero Figueroa; sentados D-I: Juan de Mata Terreforte, José Julio Henna y Roberto H. Todd

## Grito de Lares
El 23 de septiembre de 1868, el Comité Revolucionario, dirigido por Betances, declaró independencia en el pueblo de Lares, Puerto Rico, llamando a la isla “República de Puerto Rico.” Unos 400-600 revolucionarios se reunieron en las cercanías de Pezuela, en las afueras de Lares. Los revolucionarios caminaron y cabalgaron hasta el centro del pueblo, llegando a medianoche. Las fuerzas se apoderaron del ayuntamiento y saquearon tiendas y oficiandos propiedad de "peninsulares" o de los nacidos en España, tomando prisioneros a algunos de los dueños de las tiendas. A las 2:00 a. m., la República de Puerto Rico fue proclamada bajo la presidencia de Francisco Ramírez Medina. La revuelta fue aplastada por la milicia española, con unos 475 revolucionarios encarcelados. El evento se conoció como el Grito de Lares.

## Nueva York
El 22 de diciembre de 1895, bajo el nombre de Sección Puerto Rico del Partido Revolucionario Cubano, el Comité Revolucionario Puertorriqueño fue restablecido como parte del Partido Revolucionario Cubano en la ciudad de Nueva York, donde se habían reunido muchos exiliados puertorriqueños y cubanos. El mismo día, Juan de Mata Terreforte y otros miembros del comité revolucionario, muchos de ellos veteranos de la revuelta del Grito de Lares, reunidos en el Chimney Corner Hall de pasada existencia en Manhattan, substituyeron la bandera del Grito de Lares por una nueva bandera revolucionaria modelada después de la bandera cubana para representar a la posible  “República de Puerto Rico”. Reconocida por la mayoría del pueblo puertorriqueño como la bandera de Puerto Rico desde su adopción en 1895, está se convirtió oficialmente en el estandarte de la isla en 1952.

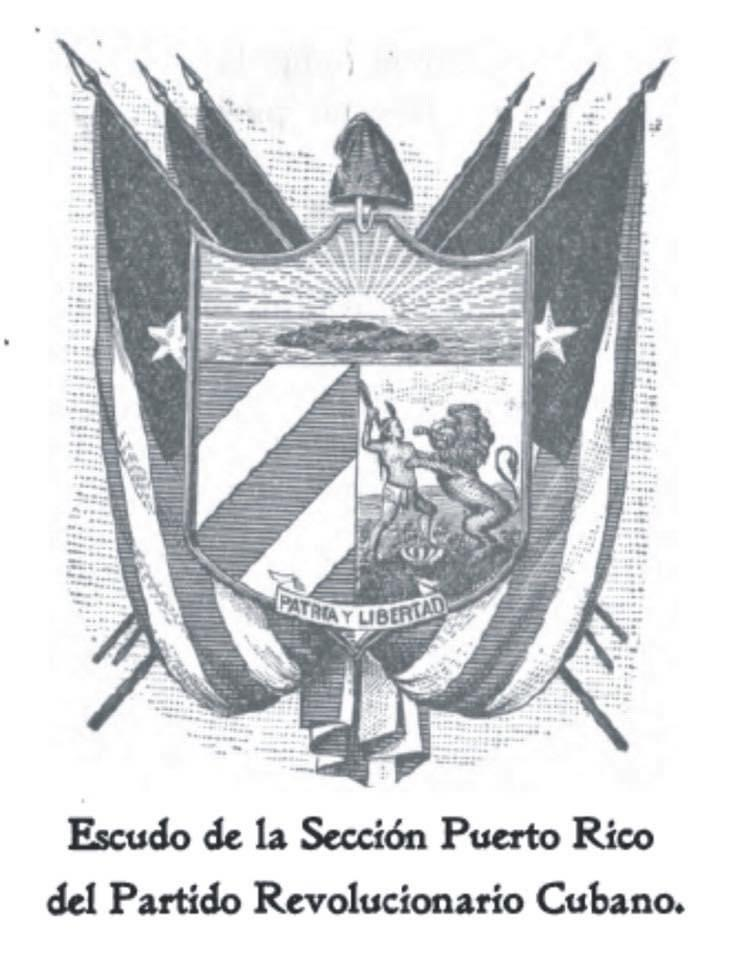
Escudo de armas del comité, que representa a una república independiente de Puerto Rico, presenta, sobre el lema "Patria y Libertad", la bandera de Puerto Rico, la isla frente a un sol naciente, las tres franjas rojas (sangre de guerreros) y blancas (paz después de la independencia) de la bandera, y el león del Reino Español siendo luchado por líder Taíno de la resistencia en Borikén, Agüeybaná II, quien está de pie sobre la corona caída del león